# KB국민은행
KB국민은행(KB國民銀行)은 대한민국의 은행이자 KB금융그룹의 계열사다.

## 연혁
- 2001년 11월 1일 : 한국주택은행 합병 및 뉴욕증권거래소 상장 국민은행 설립
- 2001년 11월 9일 : 한국증권거래소 상장
- 2002년 10월 1일 : KB국민은행으로 브랜드 변경
- 2003년 9월 30일 : 국민신용카드(주)와 합병 완료
- 2003년 12월 19일 : 정부의 국민은행 지분 매각으로 완전 민영화
- 2004년 6월 2일 : 한일생명을 인수하여 KB생명보험㈜ 출범
- 2008년 3월 11일 : 한누리투자증권을 인수하여 KB투자증권㈜ 출범
- 2008년 9월 29일 : KB금융지주 출범
- 2008년 10월 10일 : KB금융지주의 한국증권거래소 상장에 따라 KB국민은행 상장폐지
- 2009년 5월 4일 : 캄보디아 Khmer Union Bank 지분 51% 인수하여 KB캄보디아은행으로 명칭 변경
- 2011년 2월 28일 : 신용카드 사업부문 분할
- 2011년 11월 21일 : 국내 금융기관 최초 오픈뱅킹 서비스 전면 시행
- 2013년 5월 2일 : KB 부동산 R-easy(알리지) 전망지수 발표
- 2013년 6월 7일 : KB캄보디아은행 지분 100% 인수 완료
- 2015년 4월 30일 : 스마트폰 뱅킹 서비스 'KB스타뱅킹' 이용고객 수 국내 최초 1000만명 돌파
- 2017년 1월 17일 : 생활금융플랫폼 'Liiv' 가입자 수 100만명 돌파
- 2017년 2월 3일 : 금융권 최초 ISA 잔고 1조원 달성
- 2017년 3월 15일 : KB마이크로파이낸스미얀마법인(KB Microfinance Myanmar Co., LTD.) 설립
- 2018년 3월 20일 : 명동영업부 건물 매각 후 옛 한국주택은행 여의도 본점 건물로 본점 이전
- 2024년 6월 1일 : 펀드 사업부문을 KB펀드파트너스로 분할

## 영업점

### 국내 지점
지점 및 출장소: 797개

### 국외 지점
- 일본 도쿄 : KB국민은행 동경지점
- 뉴질랜드 오클랜드 : KB국민은행 오클랜드지점
- 미국 뉴욕 : KB국민은행 뉴욕지점
- 중화인민공화국 베이징 : 국민은행(중국)유한공사 베이징분행
- 중화인민공화국 광저우 : 국민은행(중국)유한공사 광저우분행
- 중화인민공화국 하얼빈 : 국민은행(중국)유한공사 하얼빈분행
- 중화인민공화국 쑤저우 : 국민은행(중국)유한공사 쑤저우분행
- 중화인민공화국 상하이 : 국민은행(중국)유한공사 상하이분행
- 베트남 호치민 : KB국민은행 호치민지점
- 베트남 하노이 : KB국민은행 하노이지점
- 홍콩 : KB국민은행 홍콩지점
- 싱가포르 : KB국민은행 싱가포르지점
- 영국 런던 : KB국민은행 런던지점
- 캄보디아 프놈펜 : KB프라삭은행
- 인도 구르가온 : KB국민은행 구루그람지점
- 미얀마 양곤 : KB미얀마은행 / KB국민은행 양곤사무소

## 임원
2021년 4월 5일 기준 KB국민은행 여성임원은 금융투자상품본부 김종란 상무가 유일하다. 그래서 유리장벽에 대하여서 지적이 이어지고 있다.

## 사진

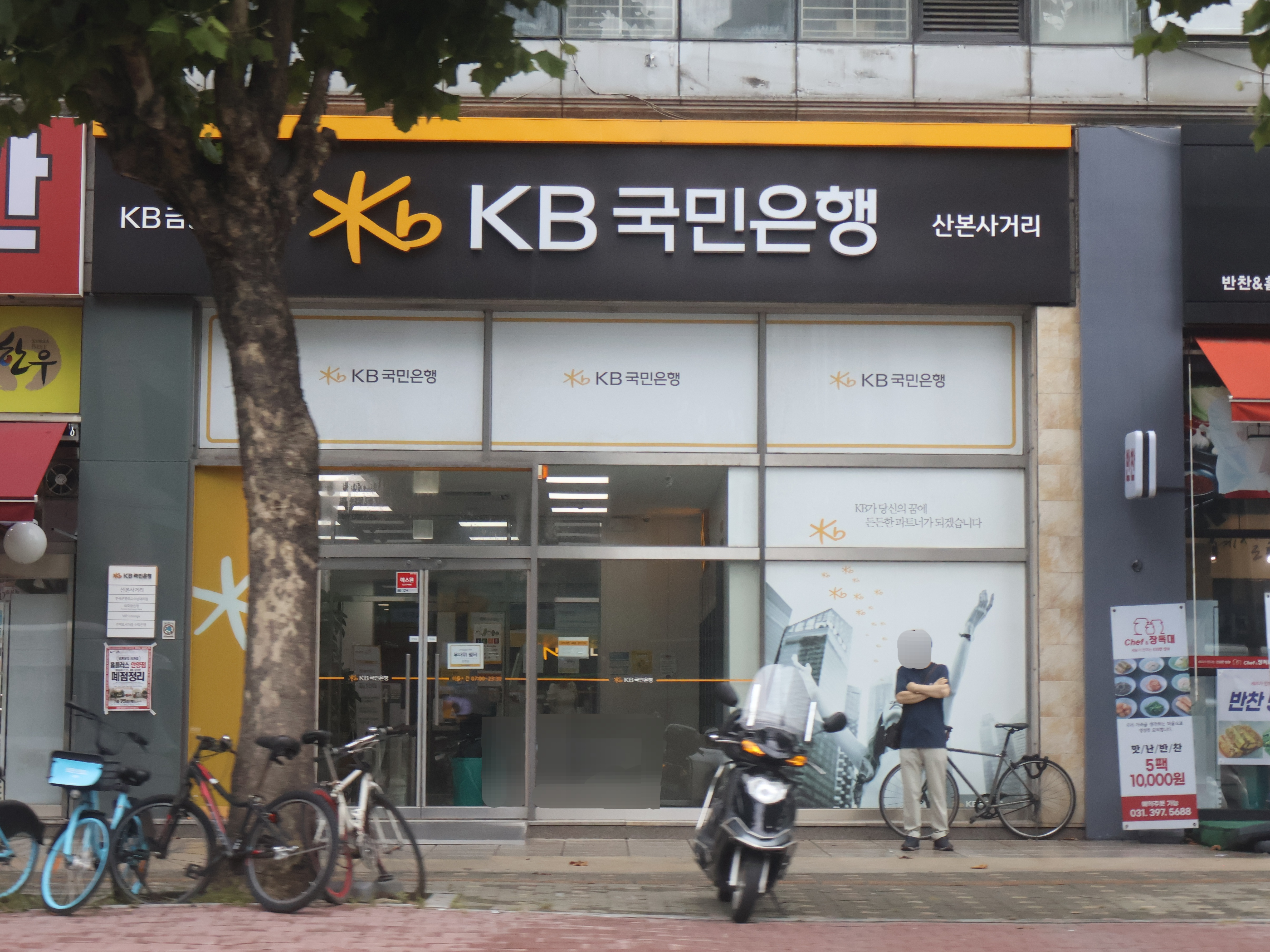
산본사거리점
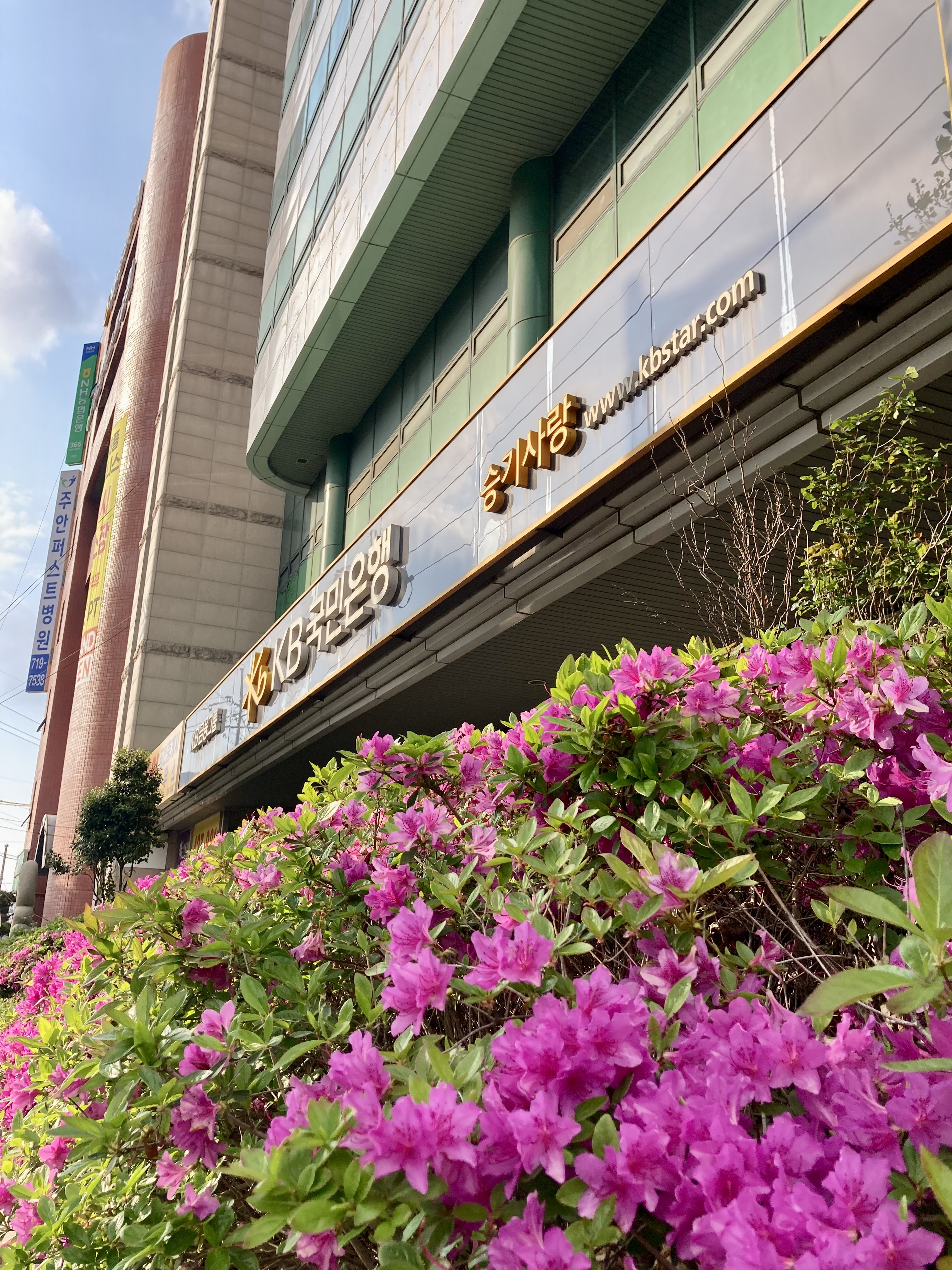
KB국민은행 승기사랑점

## 같이 보기
- KB국민카드
- 나라사랑카드
- 대한민국의 금융기관 목록